# Erotikón
Erotikón es una película mexicana de 1981 dirigida y producida por Ramiro Meléndez y estrenada en septiembre de 1981. Protagonizada por Juan Antonio Edwards, Nelly Moreno, Álvaro Ruiz Zúñiga y Mariangela Giordano en los papeles principales.

## Trama
Una mujer es violada y asesinada mientras su pequeña hija observa tras unos arbustos, el marido vengará rápidamente a su mujer matando al violador homicida. El viudo y su hija dejarán el pueblo para irse a vivir a la antigua casa de sus padres ya fallecidos. Allí pasarán los años solos. La hija ya es una joven atractiva que intenta evitar los abusos de su padre, que ahora es un alcohólico amargado por los recuerdos el pasado. A la joven solo le consuelan los encuentros sexuales con un joven pastor, escapadas que hace sin el consentimiento del posesivo padre que apenas le deja salir de la casa. Cerca de allí vive un matrimonio adinerado: él tiene una enfermedad terminal y pasa sus días cazando, mientras su mujer aburrida se divierte masturbándose ante los ventanales y siendo observada por el pastor. Esta es una historia llena de erotismo y fantasías sexuales donde se conjugan la seducción femenina, el incesto y el lesbianismo.

## Reparto
- Nelly Moreno
- Álvaro Ruiz Zúñiga
- Mariangela Giordano
- Aldo Sambrell
- Juan Antonio Edwards